# Arthur Gould Lee
Arthur Gould Lee (nume complet Arthur Stanley Gould Lee, n. 31 august 1894 – d. 21 mai 1975) a fost un militar și autor britanic. Și-a început cariera militară în aviație (engleză Royal Flying Corps), în timpul Primului Război Mondial. În această perioadă a fost ridicat la gradul de căpitan, retrăgându-se în 1946 cu gradul de vicemareșal al aerului (engleză Air Vice-Marshal).
În calitate de autor, Gould Lee a publicat câteva cărți autobiografice și două biografii autorizate ale familiei regale a României, una privitoare la regele Mihai (Coroana contra secera și ciocanul), iar cealaltă la viața reginei mamă Elena (Elena, regina mamă a României).

## Opere
- Gould Lee, Arthur (1998), Coroana contra secera și ciocanul. Povestea regelui Mihai al României, Traducerea din engleză de Maria Bica, București: Editura Humanitas, ISBN 973-28-0829-2
- Gould Lee, Arthur (2000), Elena, regina mamă a României, Traducerea din engleză de Liana Alecu, București: Editura Humanitas, ISBN 973-50-0005-9